# Danilo Gabriel de Andrade
Danilo Gabriel de Andrade (São Gotardo, 11 juni 1979), ook wel kortweg Danilo, is een Braziliaans voormalig voetballer en huidig voetbaltrainer. In 2019 beëindigde Danilo zijn voetbalcarrière bij Vila Nova. Danilo bouwde in zijn voetbalcarrière een zeer succesvolle erelijst op; zo won hij met São Paulo onder anderen het Campeonato Brasileiro Série A, de CONMEBOL Libertadores en de FIFA Club World Cup. Met Corinthians won hij onder anderen het Campeonato Brasileiro Série A, de CONMEBOL Libertadores, de FIFA Club World Cup en de CONMEBOL Recopa.

## Clubcarrière
Danilo speelde tussen 2000 en 2009 voor Goiás, São Paulo en Kashima Antlers. Hij tekende in 2010 bij Corinthians. In 2019 beëindigde Danilo zijn voetbalcarrière bij Vila Nova.

## Trainerscarrière
Op 19 januari 2021 werd Danilo aangesteld als jeugdtrainer bij Corinthians.

## Erelijst
Goiás
- Campeonato Brasileiro Série B: 1999
- Campeonato Goiano: 1999, 2000, 2001, 2003
- Copa Centro-Oeste: 2000, 2001, 2002

 São Paulo
- Campeonato Brasileiro Série A: 2006
- Campeonato Paulista: 2005
- CONMEBOL Libertadores: 2005
- FIFA Club World Cup: 2005

 Kashima Antlers
- J1 League: 2007, 2008, 2009
- Emperor's Cup: 2007
- Fuji Xerox Super Cup: 2009

 Corinthians
- Campeonato Brasileiro Série A: 2011, 2015, 2017
- Campeonato Paulista: 2013, 2017, 2018
- CONMEBOL Libertadores: 2012
- CONMEBOL Recopa: 2013
- FIFA Club World Cup: 2012